# Protohermes basiflavus
Protohermes basiflavus är en insektsart som beskrevs av D. Yang et al. 2004. Protohermes basiflavus ingår i släktet Protohermes och familjen Corydalidae. Inga underarter finns listade i Catalogue of Life.